# Ludvík Jaroslav Bernard
Ludvík Jaroslav Bernard, někdy uváděn Ludvík Jan (6. června 1827, Kladno - 30. července 1882, Praha) byl český malíř.

## Život a dílo
Byl absolventem pražské a vídeňské malířské akademie. Jeho díla jsou hlavně portréty, historické a kostelní obrazy. Jedny z jeho z obrazů se nacházejí v kostele Nejsvětější Trojice ve Slaném či v kostele Narození Panny Marie v Novém Strašecí. V kostele sv. Martina v Sedlčanech zhotovil v letech 1865–1866 dva obrazy s námětem Srdce Ježíšova a Srdce Panny Marie.

### Rodinný život
Dne 31. července 1871 se oženil s Marií Rennerovou (*1851). Manželé Bernardovi měli dva syny a dvě děti. Jeden syn a jedna dcera předčasně zemřeli, druhá dcera byla nevidomá.